# Syndication
Pour la syndication sur Internet, voir syndication de contenu.
La syndication, ou souscription, est un système qui consiste à vendre à plusieurs diffuseurs le droit de reproduire un contenu ou de diffuser un programme. Le vendeur de contenu est appelé syndicate.
Le système de la syndication a été créé par la presse américaine, les syndicates vendant leur production (dessins d'humour ou politiques, comic strips, chroniques, éditoriaux, etc.) à plusieurs journaux locaux, sur le modèle des agences de presse diffusant leur contenu à plusieurs titres. Ce système a ensuite été repris par la télévision.

## Télévision
Aux États-Unis, c'est par la syndication que les stations locales indépendantes remplissent la plus grande partie de leur grille de programme[réf. nécessaire]. 
En France, ce type d'opération est proposé par des structures confidentielles comme Ampersand, diffuseur de contenu d'abord spécialisé dans les documentaires qui s'est ensuite diversifié après le rachat de Caméras Continentales, ou DB2M, qui ne propose que des magazines de divertissement et programmes courts.
Un contrat de syndication donne le droit de diffuser un programme un nombre de fois fixé sur une période de temps déterminée (par exemple trois fois sur une période de deux ans). Les programmes vendus en syndication peuvent soit être créés spécifiquement pour ce mode de commercialisation (il s'agit le plus souvent de jeux ou de talk-shows), soit avoir été préalablement diffusés par un grand réseau (séries télévisées).
Voici une liste des séries télévisées diffusées exclusivement en syndication et/ou plus tard sur un grand réseau :
- Agence Acapulco (Acapulco H.E.A.T.) (1993-1994 puis 1998-1999)
- Air America (1998-1999)
- Alerte à Malibu (Baywatch puis Baywatch Hawaii) (1991-2001) diffusée sur NBC en 1989-1990
- Andromeda (2000-2005)
- Aventure et Associés (Adventures Inc.) (2002-2003)
- Les Aventures de Sinbad (The Adventures of Sinbad) (1996-1998)
- Les Aventures de Kit Carson (The Adventures of Kit Carson) (1951-1955)
- Les Aventuriers du Far West (Death Valley Days) (1952-1975)
- Babylon 5 (1993-1999)
- La Bande à Dingo (Goof Troop) (1992-1993)
- BeastMaster, le dernier des survivants (BeastMaster) (1999-2002)
- Caraïbes Offshore (Thunder in Paradise) (1994)
- Charles s'en charge (Charles in Charge) (1987-1990) diffusée sur CBS en 1984-1985
- Chérie, j'ai rétréci les gosses (Honey, I Shrunk The Kids: The TV Show) (1997-2000)
- Cleopatra 2525 (2000-2001)
- Code Eternity (Code Name: Eternity) (2000)
- Conan l'Aventurier (Conan the Adventurer) (1997-1998)
- Fame L.A. (1997-1998)
- Freddy, le cauchemar de vos nuits (Freddy's Nightmares) (1988-1990)
- Super Baloo (TaleSpin) (1990-1991)
- Viper (sur NBC en 1994, en syndication de 1996 à 1999)